# 深度2紅移巡天
深度2紅移巡天或是接續第一次紅移巡天的後續紅移巡天的計畫，使用凱克望遠鏡（在2005年時仍是世界上最大的光學望遠鏡）測量了將近60,000個星系的光譜和紅移。
這是第一個研究宇宙中遠距離星系的計畫，解析度則如同勘查本地的史隆數位巡天。

## 外部連結
- DEEP2 Website @ UCB
- DEEP1 + DEEP2 Website @ UCSC （页面存档备份，存于）